# Arrondissement de Lichtenberg
Pour les articles homonymes, voir Lichtenberg.
Lichtenberg [ˈlɪçtn̩ˌbɛʁk]  est le 11e arrondissement administratif (Bezirk) de Berlin, formé en 2001 par la fusion des anciens districts de Lichtenberg et Hohenschönhausen.

## Les Quartiers
Depuis la réforme de 2001, Lichtenberg est divisé en 10 quartiers (Ortsteil):
| Quartier                      | Superficie (km²) | Population (01/2017) | Densité (hab/km²) | Carte                       |
| ----------------------------- | ---------------- | -------------------- | ----------------- | --------------------------- |
| (1101) Friedrichsfelde        | 5,55             | 51 783               | 9 330             | District map of Lichtenberg |
| (1102) Karlshorst             | 6,60             | 27 052               | 4 099             | District map of Lichtenberg |
| (1103) Lichtenberg            | 7,22             | 41 204               | 5 507             | District map of Lichtenberg |
| (1104) Falkenberg             | 3,06             | 1 604                | 524               | District map of Lichtenberg |
| (1106) Malchow                | 1,54             | 592                  | 384               | District map of Lichtenberg |
| (1107) Wartenberg             | 6,92             | 2 480                | 358               | District map of Lichtenberg |
| (1109) Neu-Hohenschönhausen   | 5,16             | 55 486               | 10 753            | District map of Lichtenberg |
| (1110) Alt-Hohenschönhausen   | 9,33             | 46 994               | 5 037             | District map of Lichtenberg |
| (1111) Fennpfuhl              | 2,12             | 32 782               | 15 463            | District map of Lichtenberg |
| (1112) Rummelsbourg           | 4,52             | 23 144               | 5 120             | District map of Lichtenberg |
| Arrondissement de Lichtenberg | 52,29            | 283 121              | 5 414             | District map of Lichtenberg |

## Démographie

Pyramide des âges en 2010. La population masculine est à gauche et celle féminine est à droite.

La population de l'arrondissement était estimée au 1er janvier 2017 à 283 121 habitants dont 142 620 femmes et 140 501 hommes selon le registre des déclarations domiciliaires. L'âge moyen est de 42,7 ans en 2017, ce qui est également la moyenne berlinoise. Il était de 40,9 en 2001.
Le salaire moyen par habitant était de 1 475 € en 2009. En mai 2014, il y avait 15 799 personnes à la recherche d'un emploi, ce qui donne un taux de chômage de 10,2 %.
| Année (1er janvier)                                               | District de Lichtenberg Superficie : 26 km2 | District de Hohenschönhausen Superficie : 26 km2 | Arrondissement de Lichtenberg Superficie : 52 km2 |
| ----------------------------------------------------------------- | ------------------------------------------- | ------------------------------------------------ | ------------------------------------------------- |
| années de recensement                                             |                                             |                                                  |                                                   |
| 1919                                                              | 183 706                                     |                                                  |                                                   |
| 1933                                                              | 241 186                                     |                                                  |                                                   |
| 1950                                                              | 163 375                                     |                                                  |                                                   |
| 1970                                                              | 169 830                                     |                                                  |                                                   |
| Fondation de Hohenschönhausen en 1985                             |                                             |                                                  |                                                   |
| 1986                                                              | 183 167                                     | 67 045                                           | 250 212                                           |
| 1988                                                              | 178 187                                     | 97 635                                           | 275 822                                           |
| 1991                                                              | 167 362                                     | 118 355                                          | 285 707                                           |
| 1994                                                              | 167 261                                     | 119 271                                          | 286 532                                           |
| 1996                                                              | 168 280                                     | 119 536                                          | 287 816                                           |
| 1998                                                              | 163 200                                     | 114 107                                          | 277 307                                           |
| 2001                                                              | 154 375                                     | 107 113                                          | 261 488                                           |
| Fusion des districts dans l'arrondissement de Lichtenberg en 2001 |                                             |                                                  |                                                   |
| 2002                                                              |                                             |                                                  | 260 825                                           |
| 2003                                                              |                                             |                                                  | 260 493                                           |
| 2004                                                              |                                             |                                                  | 258 898                                           |
| 2005                                                              |                                             |                                                  | 257 476                                           |
| 2006                                                              |                                             |                                                  | 252 403                                           |
| 2007                                                              |                                             |                                                  | 249 514                                           |
| 2008                                                              |                                             |                                                  | 250 808                                           |
| 2009                                                              |                                             |                                                  | 251 054                                           |
| 2010                                                              |                                             |                                                  | 251 626                                           |
| 01/2011                                                           |                                             |                                                  | 251 617                                           |
| 06/2011                                                           |                                             |                                                  | 254 188                                           |
| 2013                                                              |                                             |                                                  | 258 586                                           |
| 2014                                                              |                                             |                                                  | 262 760                                           |
| 2015                                                              |                                             |                                                  | 268 564                                           |
| 2016                                                              |                                             |                                                  | 275 142                                           |
| 2017                                                              |                                             |                                                  | 283 121                                           |

## Politique

Les 55 délégués élus pour la période 2016-2021 et leurs couleurs partisanes respectives :
Die Linke 18
SPD 13
AfD 12
CDU 7
Grüne 5

Le conseils d'arrondissement sont nommés par 55 délégués bénévoles élus pour cinq ans. La dernière élection a eu lieu le 18 septembre 2016, en parallèle des élections législatives.

### Maires successifs depuis 2001
| Mandat      | Maire d'arrondissement | Parti |
| ----------- | ---------------------- | ----- |
| 2001 - 2011 | Christina Emmrich      | Linke |
| 2011 - 2014 | Andreas Geisel         | SPD   |
| 2014 - 2016 | Birgit Monteiro        | SPD   |
| depuis 2016 | Michael Grunst         | Linke |

## Jumelage
- Maputo (Mozambique) depuis le 22 août 1995
- Białołęka (Pologne) depuis le 8 mars 2000
- Kaliningrad (Russie) depuis le 26 avril 2001
- Hajnówka (Pologne) depuis le 21 septembre 2001
- Jurbarkas (Lituanie) depuis le 29 octobre 2003
- Margareten (Autriche) depuis le 20 avril 2015
- Hanoï (Viêt Nam) depuis 2015